# Meije (Países Baixos)
Meije (52° 07′ N, 4° 48′ L) é uma vila dos Países Baixos, na província de Holanda do Sul. Meije (Netherlands) pertence ao município de Bodegraven, e está situada a 7 km, a noroeste de Woerden.
A área de Meije, que também inclui as partes periféricas da cidade, bem como a zona rural circundante, tem uma população estimada em 420 habitantes.